# 亞歷山卓的狄奧
狄奧（希臘語： Δίων, 前一世紀人物），是古希臘學園派哲學家，他也是阿什凱隆的安條克其中一位朋友。
狄奧被他所居住的亞歷山卓公民推派為大使，率使團前往羅馬城，並向他們控訴前任國王托勒密十二世的惡行。當使團來到羅馬城後，他尚未遞交訴書前就被托勒密十二世在羅馬的支持者毒死，謀殺他的非常可能是馬爾庫斯·凱基利烏斯·魯弗斯。

## 來源
1. ↑  西塞羅, Academica, iv. 4, pro Cael. 10, 21; 斯特拉波, xvii.

- 威廉·史密斯，《希腊羅馬的神话和傳記辭典》,  波士頓, (1867)